# Casteldaccia
Casteldaccia is een gemeente in de Italiaanse provincie Palermo (regio Sicilië) en telt 9772 inwoners (31-12-2004). De oppervlakte bedraagt 34,0 km², de bevolkingsdichtheid is 287 inwoners per km².

## Demografie
Casteldaccia telt ongeveer 3684 huishoudens. Het aantal inwoners steeg in de periode 1991-2001 met 11,4% volgens cijfers uit de tienjaarlijkse volkstellingen van ISTAT.
| Jaar | Inwoneraantal |
| ---- | ------------- |
| 1991 | 8098          |
| 2001 | 9022          |

## Geografie
Casteldaccia grenst aan de volgende gemeenten: Altavilla Milicia, Baucina, Bolognetta, Caccamo, Misilmeri, Santa Flavia, Trabia, Ventimiglia di Sicilia.